# Squash bei den Asienspielen
Squash ist seit 1998 Bestandteil der Asienspiele. In insgesamt fünf Wettbewerben erfolgt eine Medaillenvergabe: Bei den Damen und Herren, jeweils im Einzel- als auch im Mannschaftswettbewerb, sowie in einem Mixed-Doppel. Die Mannschaftswettbewerbe sind, im Gegensatz zu den Einzeln, erst seit 2010 im Programm. Das Mixed wurde erstmals 2022 ausgetragen.
In allen Wettbewerben wird auf ein Spiel um die Bronzemedaille verzichtet. Die Verlierer der Halbfinals erhalten beide Bronze.

## Herren

### Einzel
| Jahr | Ort       | Gold                | Silber              | Bronze                             |
| ---- | --------- | ------------------- | ------------------- | ---------------------------------- |
| 2022 | Hangzhou  | Eain Yow Ng         | Saurav Ghosal       | Abdulla Mohd Al Tamimi Henry Leung |
| 2018 | Jakarta   | Leo Au              | Max Lee             | Saurav Ghosal Mohd Nafiizwan Adnan |
| 2014 | Incheon   | Abdullah Al Muzayen | Saurav Ghosal       | Ong Beng Hee Max Lee               |
| 2010 | Guangzhou | Mohd Azlan Iskandar | Aamir Atlas Khan    | Ong Beng Hee Saurav Ghosal         |
| 2006 | Doha      | Ong Beng Hee        | Mohd Azlan Iskandar | Mansoor Zaman Saurav Ghosal        |
| 2002 | Busan     | Ong Beng Hee        | Mansoor Zaman       | Shahid Zaman Mohd Azlan Iskandar   |
| 1998 | Bangkok   | Zarak Jahan Khan    | Amjad Khan          | Abdul Faheem Khan Kenneth Low      |

### Mannschaft
| Jahr | Ort       | Gold                                                                   | Silber                                                                   | Bronze                                                                       |
| ---- | --------- | ---------------------------------------------------------------------- | ------------------------------------------------------------------------ | ---------------------------------------------------------------------------- |
| 2022 | Hangzhou  | Indien Saurav Ghosal Mahesh Mangaonkar Abhay Singh Harinder Pal Sandhu | Pakistan Asim Khan Nasir Iqbal Noor Zaman Farhan Zaman                   | Hongkong Henry Leung Lau Tsz-Kwan Tang Ming-Hong Wong Chi-Him                |
| 2022 | Hangzhou  | Indien Saurav Ghosal Mahesh Mangaonkar Abhay Singh Harinder Pal Sandhu | Pakistan Asim Khan Nasir Iqbal Noor Zaman Farhan Zaman                   | Malaysia Eain Yow Ng Addeen Idrakie Mohd Syafiq Kamal Ivan Yuen              |
| 2018 | Jakarta   | Malaysia Mohd Nafiizwan Adnan Ivan Yuen Eain Yow Ng Mohd Syafiq Kamal  | Hongkong Max Lee Leo Au Yip Tsz-Fung Henry Leung                         | Indien Saurav Ghosal Harinder Pal Sandhu Ramit Tandon Mahesh Mangaonkar      |
| 2018 | Jakarta   | Malaysia Mohd Nafiizwan Adnan Ivan Yuen Eain Yow Ng Mohd Syafiq Kamal  | Hongkong Max Lee Leo Au Yip Tsz-Fung Henry Leung                         | Pakistan Tayyab Aslam Asim Khan Amaad Fareed Israr Ahmed                     |
| 2014 | Incheon   | Indien Saurav Ghosal Harinder Pal Sandhu Mahesh Mangaonkar Kush Kumar  | Malaysia Mohd Azlan Iskandar Ong Beng Hee Mohd Nafiizwan Adnan Ivan Yuen | Kuwait Abdullah Al Muzayen Ammar Altamimi Ali Bader Al-Ramzi Fallah Mohammed |
| 2014 | Incheon   | Indien Saurav Ghosal Harinder Pal Sandhu Mahesh Mangaonkar Kush Kumar  | Malaysia Mohd Azlan Iskandar Ong Beng Hee Mohd Nafiizwan Adnan Ivan Yuen | Hongkong Max Lee Leo Au Yip Tsz-Fung Tang Ming-Hong                          |
| 2010 | Guangzhou | Pakistan Aamir Atlas Khan Farhan Mehboob Yasir Butt Danish Atlas Khan  | Malaysia Mohd Azlan Iskandar Ong Beng Hee Mohd Nafiizwan Adnan Ivan Yuen | Indien Harinder Pal Sandhu Sandeep Jangra Saurav Ghosal Siddharth Suchde     |
| 2010 | Guangzhou | Pakistan Aamir Atlas Khan Farhan Mehboob Yasir Butt Danish Atlas Khan  | Malaysia Mohd Azlan Iskandar Ong Beng Hee Mohd Nafiizwan Adnan Ivan Yuen | Hongkong Dick Lau Max Lee Anson Kwong Leo Au                                 |

## Damen

### Einzel
| Jahr | Ort       | Gold                    | Silber                  | Bronze                          |
| ---- | --------- | ----------------------- | ----------------------- | ------------------------------- |
| 2022 | Hangzhou  | Sivasangari Subramaniam | Chan Sin-Yuk            | Tomato Ho Satomi Watanabe       |
| 2018 | Jakarta   | Nicol David             | Sivasangari Subramaniam | Joshna Chinappa Dipika Pallikal |
| 2014 | Incheon   | Nicol David             | Low Wee Wern            | Annie Au Dipika Pallikal        |
| 2010 | Guangzhou | Nicol David             | Annie Au                | Joey Chan Low Wee Wern          |
| 2006 | Doha      | Nicol David             | Rebecca Chiu            | Christina Mak Sharon Wee        |
| 2002 | Busan     | Rebecca Chiu            | Nicol David             | Lee Hai-kyung Sharon Wee        |
| 1998 | Bangkok   | Nicol David             | Rebecca Chiu            | Mah Li Lian Della Lee           |

### Mannschaft
| Jahr | Ort       | Gold                                                                 | Silber                                                                         | Bronze                                                                |
| ---- | --------- | -------------------------------------------------------------------- | ------------------------------------------------------------------------------ | --------------------------------------------------------------------- |
| 2022 | Hangzhou  | Malaysia Sivasangari Subramaniam Rachel Arnold Aifa Azman Aira Azman | Hongkong Tomato Ho Tong Tsz-Wing Chan Sin-Yuk Lee Ka-Yi                        | Indien Joshna Chinappa Tanvi Khanna Anahat Singh Dipika Pallikal      |
| 2022 | Hangzhou  | Malaysia Sivasangari Subramaniam Rachel Arnold Aifa Azman Aira Azman | Hongkong Tomato Ho Tong Tsz-Wing Chan Sin-Yuk Lee Ka-Yi                        | Südkorea Lee Ji-hyun Heo Min-gyeong Yang Yeon-soo Eum Hwa-yeong       |
| 2018 | Jakarta   | Hongkong Annie Au Joey Chan Ho Tze-Lok Lee Ka-Yi                     | Indien Joshna Chinappa Dipika Pallikal Sunayna Kuruvilla Tanvi Khanna          | Malaysia Nicol David Low Wee Wern Sivasangari Subramaniam Aifa Azman  |
| 2018 | Jakarta   | Hongkong Annie Au Joey Chan Ho Tze-Lok Lee Ka-Yi                     | Indien Joshna Chinappa Dipika Pallikal Sunayna Kuruvilla Tanvi Khanna          | Japan Satomi Watanabe Misaki Kobayashi Risa Sugimoto                  |
| 2014 | Incheon   | Malaysia Nicol David Low Wee Wern Delia Arnold Vanessa Raj           | Indien Dipika Pallikal Joshna Chinappa Anaka Alankamony Aparajitha Balamurukan | Hongkong Joey Chan Annie Au Tong Tsz-Wing Liu Tsz-Ling                |
| 2014 | Incheon   | Malaysia Nicol David Low Wee Wern Delia Arnold Vanessa Raj           | Indien Dipika Pallikal Joshna Chinappa Anaka Alankamony Aparajitha Balamurukan | Südkorea Park Eun-ok Song Sun-mi Yang Yeon-soo Lee Ji-hyun            |
| 2010 | Guangzhou | Malaysia Nicol David Sharon Wee Delia Arnold Low Wee Wern            | Hongkong Joey Chan Annie Au Rebecca Chiu Liu Tsz-Ling                          | Indien Dipika Pallikal Joshna Chinappa Anaka Alankamony Anwesha Reddy |
| 2010 | Guangzhou | Malaysia Nicol David Sharon Wee Delia Arnold Low Wee Wern            | Hongkong Joey Chan Annie Au Rebecca Chiu Liu Tsz-Ling                          | Südkorea Park Eun-ok Song Sun-mi Kim Ga-hye                           |

## Mixed
| Jahr | Ort      | Gold                                | Silber                       | Bronze                   |
| ---- | -------- | ----------------------------------- | ---------------------------- | ------------------------ |
| 2022 | Hangzhou | Dipika Pallikal Harinder Pal Sandhu | Aifa Azman Mohd Syafiq Kamal | Anahat Singh Abhay Singh |
| 2022 | Hangzhou | Dipika Pallikal Harinder Pal Sandhu | Aifa Azman Mohd Syafiq Kamal | Lee Ka-Yi Wong Chi-Him   |

## Medaillenspiegel
(Stand: 2018)
| Platz  | Land     | Gold | Silber | Bronze | Gesamt |
| ------ | -------- | ---- | ------ | ------ | ------ |
| 1      | Malaysia | 14   | 7      | 10     | 31     |
| 2      | Hongkong | 3    | 8      | 12     | 23     |
| 3      | Indien   | 3    | 4      | 11     | 18     |
| 4      | Pakistan | 2    | 4      | 3      | 9      |
| 5      | Kuwait   | 1    | —      | 1      | 2      |
| 6      | Südkorea | —    | —      | 4      | 4      |
| 7      | Japan    | —    | —      | 2      | 2      |
| 7      | Singapur | —    | —      | 2      | 2      |
| 9      | Katar    | —    | —      | 1      | 1      |
| Gesamt | Gesamt   | 23   | 23     | 46     | 92     |